# Ubuntu Cinnamon
Ubuntu Cinnamonとは、コミュニティ主導による自由でオープンソースなUbuntuベースのLinuxディストリビューションであり、UbuntuのGNOME Shellの代わりにCinnamonデスクトップ環境を使用する。最初のリリースは2019年12月4日の19.10 'Eoan Ermine'で、それがCinnamonデスクトップ搭載のUbuntuを使用する最初の公式ディストリビューションである。本プロジェクトは、Ubuntu Cinnamon Remixとも記される。

## 歴史
Cinnamonデスクトップは2011年にLinux Mintが開発し、最初の利用はLinux Mint 13のデフォルトデスクトップ環境であった。UbuntuとCinnamonを合体させるアイデアは新しかった訳ではなく、本プロジェクト以前より何度か提案されていた。だがそのアイデアが大きく進展することはなかった。
2019年、ユーザーのItzSwirlzがUbuntu DiscourseにCinnamon Ubuntu フレーバーについての情報要請を投稿した。彼はそのプロジェクト構築を進め、その年の後半にSourceForgeへ最初のリリースを発表した。

### フレーバーとしての地位
Peisachは、早ければ2020年にUbuntu Cinnamon Remixにフレーバーとしての地位を獲得させることに興味があると述べた。
2022年、PeisachはUbuntu Technical Boardに公式フレーバーとしての地位要請メールを発信した。2023年5月28日のIRCによるUbuntu Technical Boardミーティングにおいて、Ubuntu CinnamonはUbuntuにより公式フレーバーと判断された。

## リリース

### 19.10
19.10 "Eoan Ermine" はUbuntu Cinnamonnの最初の安定版リリースで、当時は "Ubuntu Cinnamon Remix" という名前であった。2019年12月4日にリリースされ、KimmoテーマのCalamaresインストーラーが搭載された。

### 20.04 LTS
20.04 "Focal Fossa" はUbuntu CinnamonnのLTSとして最初のリリースである。バグ修正に加え、アニメーション、カスタマイゼーション、およびレイアウトにおけるグラフィックの更新が主であった。
- ポイントリリース20.04.1が2020年8月6日にリリースされた。デザインとカスタマイゼーションにおけるオプションの改善がいくつか追加されたが、最も顕著なものはアートワーク更新だった[9]。
- ポイントリリース20.04.2が2021年2月4日にリリースされた。バグ修正が主に組み込まれた。
- ポイントリリース20.04.3が2021年8月26日にリリースされた。通常のバグ修正に加え、セキュリティパッチが組み込まれた。
- ポイントリリース20.04.4が2022年2月25日にリリースされた。Ubuntu Cinnamon特有の更新はなく、単なるUbuntu更新の反映のみだった。
- ポイントリリース20.04.5が2022年9月1日にリリースされた。

### 20.10
20.10 "Groovy Gorilla" が通常リリースとして2020年10月22日にリリースされた。このバージョンではCinnamon soundsがUbuntu soundsに置き換えられ、更なるデザインの変更があった。Cinnamonのバージョンは4.6.6に更新され、レイアウト改善だけでなくモニタサポートが強化された。

### 21.04
21.04 "Hirsute Hippo" が通常リリースとして2021年4月24日にリリースされたされた。このバージョンで主となったのはファイルマネージャであるNemo (ファイルマネージャ)とCinnamonの更新で、それぞれ4.8.5と4.8.6に更新された。開発者であるJoshua Peisachは、大規模更新がなかった理由として、彼自身の「UCRの将来計画」を述べた。

### 21.10
21.10 "Impish Indiri" が通常リリースとして2021年10月14日にリリースされた。このバージョンではLinux開発ツールの更新と重要なカーネル更新がもたらされた。Linuxカーネルのバージョンは5.13に更新され、新しいグラフィックカードのサポートが追加された。デフォルトのPython、Ruby、PHP、Perl、およびGNUコンパイラコレクションは新しいバージョンに更新された。

### 22.04 LTS
22.04 "Jammy Jellyfish" は2回目のUbuntu Cinnamon LTSとして2022年8月22日にリリースされた。このバージョンではCinnamonのバージョンが5.xシリーズへ更新され、5.2.7となった。大規模更新はほとんどがUbuntuやCinnamonに対するもので、Ubuntu Cinnamon Remix自体にはなかった。
- ポイントリリース22.04.1が2022年8月14日にリリースされたが、大規模更新はなくシステムの安定性に焦点を当てた更新が主であった[13]。

### 22.10
22.10 "Kinetic Kudu" が通常リリースとして2022年10月20日にリリースされ、このバージョンでCinnamonのバージョンが5.4.12に更新され、小規模な機能更新だけでなく多くのレイアウト機能がCinnamonに追加された。さらにCinnamonのパッケージもいくつか更新された。大規模更新として、CinnamonのウィンドウマネージャであるMuffinのコードのリベースが行われた。オペレーティングシステム更新とは関係ないが、Ubuntu Cinnamon向けパッケージがメインのUbuntuアーカイブへと追加された。

### 23.04
23.04 "Lunar Lobster" が通常リリースとして2023年4月20日にリリースされたが、これは公式Ubuntuフレーバーとしては最初のリリースである。Cinnamonのバージョンは5.6.7に更新され、バグ修正だけでなくレイアウトとUIの改善が追加された。ファイルマネージャであるNemoのバージョンも5.6.3に更新され、バグ修正が主に組み込まれた。Muffinのバージョンは5.6.3に更新され、Nemo同様バグ修正が主に組み込まれた。
この更新はSourceForgeからではなく、実際のUbuntuホストからダウンロードできる最初の更新となった。

### 23.10
23.10 "Mantic Minotaur" が通常リリースとして2023年10月12日にリリースされた。このバージョンでCinnamonのバージョンは5.8.4に更新され、タッチスクリーンジェスチャー向けのUIアップデートとビルトインサポートが追加された。このリリースでLinuxカーネルのバージョンは6.5に更新され、全ディスク暗号化が導入された。

### 24.04 LTS
24.04 "Noble Numbat" はUbuntu Cinnamon LTSとしては最初のリリースであり、2024年8月25日にリリースされた。

### 24.10
24.10 "Oracular Oriole" は2024年10月10日にリリースされた。

### 25.04
25.04 "Plucky Puffin" は2025年04月18日にリリースされた。

## リリース一覧
| バージョン                                                            | コードネーム    | リリース日     | サポート期限 | 注釈                           |
| --------------------------------------------------------------------- | --------------- | -------------- | ------------ | ------------------------------ |
| 19.10                                                                 | Eoan Ermine     | 2019年12月4日  | 2020年7月    | 最初のUbuntu Cinnamonリリース  |
| 20.04 LTS                                                             | Focal Fossa     | 2020年5月7日   | 2023年8月    | LTSバージョン                  |
| 20.10                                                                 | Groovy Gorilla  | 2020年10月22日 | 2021年7月    |                                |
| 21.04                                                                 | Hirsute Hippo   | 2021年8月24日  | 2022年1月    |                                |
| 21.10                                                                 | Impish Indri    | 2021年10月14日 | 2022年7月    |                                |
| 22.04 LTS                                                             | Jammy Jellyfish | 2022年8月22日  | 2025年4月    | LTSバージョン                  |
| 22.10                                                                 | Kinetic Kudu    | 2022年10月20日 | 2023年7月    |                                |
| 23.04                                                                 | Lunar Lobster   | 2023年4月20日  | 2024年1月    | フレーバーとして最初のリリース |
| 23.10                                                                 | Mantic Minotaur | 2023年10月12日 | 2024年7月    |                                |
| 24.04 LTS                                                             | Noble Numbat    | 2024年4月25日  | 2027年4月    | 最新のLTSバージョン            |
| 24.10                                                                 | Oracular Oriole | 2024年10月10日 | 2025年7月    |                                |
| 25.04                                                                 | Plucky Puffin   | 2025年4月18日  | 2026年1月    | 最新リリース                   |
| 旧バージョン 旧バージョン（サポート中） 最新バージョン 将来のリリース |                 |                |              |                                |